# 2008/2009 World Tour
2008/2009 World Tour —en español: Gira mundial 2008/2009— es la vigésima cuarta gira mundial de conciertos de la banda británica de heavy metal Judas Priest, en promoción al álbum Nostradamus de 2008. Comenzó el 3 de junio de 2008 en el recinto Helsinki Ice Hall de Helsinki en Finlandia y culminó el 17 de octubre de 2009 en el Loud Park Festival de Chiba en Japón. Gracias a la extensa gira, les permitió tocar por primera vez en Colombia, Luxemburgo, Rumania, Turquía y Corea del Sur.

## Antecedentes
Se inició el 3 de junio en Helsinki, trece días antes de la publicación oficial de Nostradamus, y que durante dos meses los llevó a tocar en los principales festivales europeos generalmente como líderes de cartel, entre ellos el Download Festival de Inglaterra, Gods of Metal de Italia y el Graspop Metal Meeting de Bélgica. Esta primera parte por Europa terminó el 13 de julio, con su primera visita a Estambul en Turquía.
El 22 de julio comenzó la primera visita por Norteamérica, que contó con diecisiete conciertos especiales para los Estados Unidos como parte de la Metal Masters Tour, una pequeña gira donde compartieron escenario con Motörhead, Heaven and Hell y Testament. A su vez el 10 de septiembre iniciaron la parte por Oceanía, con cinco presentaciones en cinco ciudades australianas. De igual manera y a fines de septiembre dieron cinco conciertos en cuatro ciudades japonesas y tocaron por primera vez en Seúl en Corea del Sur.
Entre los últimos días de octubre y la primera quincena de noviembre se presentaron en cinco países de Latinoamérica, con cuatro conciertos en México y Brasil, dos en Argentina, una en Chile y otra en Colombia, convirtiéndose en su primera visita en este último país y que a su vez fueron las últimas fechas del 2008.
En febrero de 2009 comenzaron su segunda parte por Europa, bajo el nombre de Priest Feast Tour y que contó con Testament y Megadeth como artistas invitados. Además el 29 de junio iniciaron su segunda visita por Norteamérica, para conmemorar los primeros treinta años del lanzamiento del álbum British Steel. Por último, en octubre de 2009 dieron sus tres últimas presentaciones en Japón, que dio término a la gira.

## Grabaciones
En algunas presentaciones del 2008, se grabaron algunos temas en vivo que posteriormente se incluyeron en el álbum en directo, A Touch of Evil: Live. Entre ellas la canción de Sin After Sin, «Dissident Aggressor», que ganó el premio Grammy en la categoría mejor interpretación de metal en el 2010. Además el concierto dado el 17 de agosto de 2009 en el recinto Hard Rock Arena de Hollywood (Florida) se grabó para el DVD y CD, British Steel - 30th Anniversary Edition, publicado en 2010.

## Lista de canciones
A lo largo de la gira la banda incluyó un solo listado de canciones, que fue tocado durante el 2008 y la segunda parte por Europa en el 2009. En ciertos conciertos algunas de las canciones eran omitidas como por ejemplo «Death», durante la pequeña gira Metal Masters Tour, mientras que otras se agregaban como «Living After Midnight». Sin embargo y durante la segunda visita por Norteamérica, la banda tocó por completo el disco British Steel en conmemoración de los treinta años de su lanzamiento, y que además se tocó en las últimas tres presentaciones por Japón. A continuación el setlist oficial tocado en Santiago de Chile y el interpretado en la gira 30th Anniversary of British Steel en Hollywood (Florida).
1. «Dawn of Creation»
2. «Prophecy»
3. «Metal Gods»
4. «Eat Me Alive»
5. «Between the Hammer and the Anvils»
6. «Devil's Child»
7. «Breaking the Law»
8. «Hell Patrol»
9. «Death»
10. «Dissident Aggressor»
11. «Angel»
12. «The Hellion/Electric Eye»
13. «Rock Hard, Ride Free»
14. «Sinner»
15. «Painkiller»
16. «Hell Bent for Leather»
17. «The Green Manalishi (With the Two Pronged Crown)»
18. «You've Got Another Thing Comin'»

1. «Rapid Fire»
2. «Metal Gods»
3. «Breaking the Law»
4. «Grinder»
5. «United»
6. «You Don't Have To Be Old To Be Wise»
7. «Living After Midnight»
8. «The Rage»
9. «Steeler»
10. «The Ripper»
11. «Prophecy»
12. «Hell Patrol»
13. «Victim of Changes»
14. «Freewheel Burning»
15. «Diamonds & Rust»
16. «You've Got Another Thing Comin'»

## Fechas

### Fechas de 2008
| Fecha            | País            | Ciudad            | Recinto                         | Notas                                                     |
| Europa           | Europa          | Europa            | Europa                          | Europa                                                    |
| ---------------- | --------------- | ----------------- | ------------------------------- | --------------------------------------------------------- |
| 3 de junio       | Finlandia       | Helsinki          | Helsinki Ice Hall               | teloneados por Kiuas                                      |
| 5 de junio       | Suecia          | Sölvesborg        | Sweden Rock Festival            |                                                           |
| 7 de junio       | Noruega         | Trondheim         | Trondheim Rock Festival         |                                                           |
| 8 de junio       | Noruega         | Bergen            | Bergenshallen                   |                                                           |
| 11 de junio      | Luxemburgo      | Esch-sur-Alzette  | Rockhal                         |                                                           |
| 13 de junio      | Inglaterra      | Castle Donington  | Download Festival               |                                                           |
| 15 de junio      | Austria         | Nickelsdorf       | Nova Rock Festival              |                                                           |
| 16 de junio      | Eslovaquia      | Bratislava        | Incheba Expo Arena              | teloneados por The Carburetors                            |
| 17 de junio      | República Checa | Ostrava           | ČEZ Aréna                       |                                                           |
| 18 de junio      | Polonia         | Chorzów           | Estadio de Silesia              |                                                           |
| 20 de junio      | España          | Bilbao            | Kobetasonik Festival            |                                                           |
| 22 de junio      | Países Bajos    | Zwolle            | IJsselhallen                    | teloneados por Iced Earth, Airbourne, Cavalera Conspiracy |
| 23 de junio      | Alemania        | Düsseldorf        | Phillipshalle                   | teloneados por Iced Earth                                 |
| 24 de junio      | Alemania        | Múnich            | Zenith                          | teloneados por Iced Earth                                 |
| 25 de junio      | Suiza           | Huttwil           | Nationales Sportzentrum         | teloneados por Iced Earth y Airbourne                     |
| 27 de junio      | Bélgica         | Dessel            | Graspop Metal Meeting           |                                                           |
| 28 de junio      | Alemania        | Stuttgart         | Bang Your Head Festival         |                                                           |
| 29 de junio      | Italia          | Bolonia           | Gods of Metal                   |                                                           |
| 3 de julio       | República Checa | Liberec           | Tipsport Arena                  | teloneados por Cavalera Conspiracy                        |
| 5 de julio       | Dinamarca       | Roskilde          | Roskilde Festival               |                                                           |
| 9 de julio       | Grecia          | Atenas            | Rockwave Festival               |                                                           |
| 11 de julio      | Rumania         | Bucarest          | BestFest                        |                                                           |
| 13 de julio      | Turquía         | Estambul          | Arena Turkcell Kuruçeşme        |                                                           |
| Norteamérica     |                 |                   |                                 |                                                           |
| 22 de julio      | Estados Unidos  | Seattle           | WaMu Theatre                    | teloneados por Testament                                  |
| 23 de julio      | Canadá          | Victoria          | Save-on-Foods Memorial Centre   | teloneados por Testament                                  |
| 24 de julio      | Canadá          | Vancouver         | General Motors Place            | teloneados por Testament                                  |
| 26 de julio      | Canadá          | Calgary           | Monsters of Rock                |                                                           |
| 27 de julio      | Canadá          | Edmonton          | Shaw Conference Centre          | teloneados por Testament                                  |
| 29 de julio      | Canadá          | Saskatoon         | Credit Union Centre             | teloneados por Testament                                  |
| 30 de julio      | Canadá          | Winnipeg          | MTS Centre                      | teloneados por Testament                                  |
| 31 de julio      | Estados Unidos  | Mountain View     | Shoreline Amphitheatre          | teloneados por Testament y Heaven and Hell                |
| 1 de agosto      | Estados Unidos  | Kansas City       | City Market                     | teloneados por Jackyl y Drowning Pool                     |
| 2 de agosto      | Estados Unidos  | Saint Paul        | Myth                            | teloneados por Metal Church                               |
| 6 de agosto      | Estados Unidos  | Camden            | Susquehanna Bank Center         | Metal Masters Tour                                        |
| 7 de agosto      | Estados Unidos  | Bristow           | Nissan Pavillion                | Metal Masters Tour                                        |
| 9 de agosto      | Estados Unidos  | Holmdel           | PNC Bank Arts Center            | Metal Masters Tour                                        |
| 10 de agosto     | Estados Unidos  | Wantagh           | Nikon at Jones Beach Theater    | Metal Masters Tour                                        |
| 12 de agosto     | Canadá          | Montreal          | Centre Bell                     | teloneados por Voivod                                     |
| 13 de agosto     | Canadá          | Toronto           | Molson Amphitheatre             | Metal Masters Tour                                        |
| 15 de agosto     | Estados Unidos  | Uncasville        | Mohegan Sun Arena               | Metal Masters Tour                                        |
| 16 de agosto     | Estados Unidos  | Burgettstown      | Post-Gazette Pavillion          | Metal Masters Tour                                        |
| 18 de agosto     | Estados Unidos  | Clarkston         | DTE Energy Music Theatre        | Metal Masters Tour                                        |
| 19 de agosto     | Estados Unidos  | Tinley Park       | First Midwest Bank Amphitheatre | Metal Masters Tour                                        |
| 21 de agosto     | Estados Unidos  | Oklahoma City     | Zoo Amphitheater                | Metal Masters Tour                                        |
| 22 de agosto     | Estados Unidos  | Dallas            | Superpages.com Center           | Metal Masters Tour                                        |
| 23 de agosto     | Estados Unidos  | The Woodlands     | Cynthia Woods Mitchel Pavilion  | Metal Masters Tour                                        |
| 24 de agosto     | Estados Unidos  | Selma             | Verizon Wireless Amphitheatre   | Metal Masters Tour                                        |
| 27 de agosto     | Estados Unidos  | Albuquerque       | Journal Pavilion                | Metal Masters Tour                                        |
| 28 de agosto     | Estados Unidos  | Phoenix           | Cricket Wireless Pavilion       | Metal Masters Tour                                        |
| 30 de agosto     | Estados Unidos  | San Bernardino    | Glen Helen Pavilion             | Metal Masters Tour                                        |
| 31 de agosto     | Estados Unidos  | Mountain View     | Shoreline Amphitheatre          | Metal Masters Tour                                        |
| 1 de julio       | Estados Unidos  | Las Vegas         | Pearl Concert Theater           |                                                           |
| Oceanía          |                 |                   |                                 |                                                           |
| 10 de septiembre | Australia       | Brisbane          | Brisbane Entertainment Center   | teloneados por Electric Mary                              |
| 12 de septiembre | Australia       | Sídney            | Acer Arena                      | teloneados por Electric Mary                              |
| 13 de septiembre | Australia       | Melbourne         | Vodafone Arena                  | teloneados por Electric Mary                              |
| 14 de septiembre | Australia       | Adelaida          | Adelaide Entertainment Centre   | teloneados por Electric Mary                              |
| 16 de septiembre | Australia       | Perth             | Challenge Stadium               | teloneados por Black Steel                                |
| Asia             |                 |                   |                                 |                                                           |
| 21 de septiembre | Corea del Sur   | Seúl              | Arena de Gimnasia Olímpica      |                                                           |
| 24 de septiembre | Japón           | Nagoya            | Shi Kokaido Hall                |                                                           |
| 25 de septiembre | Japón           | Osaka             | Festival Hall                   |                                                           |
| 26 de septiembre | Japón           | Osaka             | Festival Hall                   |                                                           |
| 28 de septiembre | Japón           | Yokohama          | Pacifico Yokohama               |                                                           |
| 29 de septiembre | Japón           | Tokio             | Nippon Budokan                  |                                                           |
| Latinoamérica    |                 |                   |                                 |                                                           |
| 27 de octubre    | México          | Monterrey         | Arena Monterrey                 | teloneados por Testament                                  |
| 29 de octubre    | México          | Guadalajara       | Arena VFG                       | teloneados por Testament                                  |
| 30 de octubre    | México          | Puebla            | Auditorio siglo XXI             | teloneados por Testament                                  |
| 31 de octubre    | México          | Ciudad de México  | Palacio de los Deportes         | teloneados por Testament                                  |
| 3 de noviembre   | Colombia        | Bogotá            | Centro de Eventos Bima          |                                                           |
| 6 de noviembre   | Chile           | Santiago de Chile | Movistar Arena                  |                                                           |
| 8 de noviembre   | Argentina       | Buenos Aires      | Luna Park                       |                                                           |
| 9 de noviembre   | Argentina       | Buenos Aires      | Luna Park                       |                                                           |
| 12 de noviembre  | Brasil          | Porto Alegre      | Teatro do Bourbon Country       |                                                           |
| 14 de noviembre  | Brasil          | Río de Janeiro    | Citibank Hall                   |                                                           |
| 15 de noviembre  | Brasil          | São Paulo         | Credicard Hall                  |                                                           |
| 16 de noviembre  | Brasil          | São Paulo         | Credicard Hall                  |                                                           |

### Fechas de 2009
| Fecha                                                   | País                            | Ciudad                          | Recinto                            | Notas                                                    |
| Europa II ("Priest Feast" Tour)                         | Europa II ("Priest Feast" Tour) | Europa II ("Priest Feast" Tour) | Europa II ("Priest Feast" Tour)    | Europa II ("Priest Feast" Tour)                          |
| ------------------------------------------------------- | ------------------------------- | ------------------------------- | ---------------------------------- | -------------------------------------------------------- |
| 10 de febrero                                           | Irlanda                         | Dublín                          | The O2 Arena                       | teloneados por Megadeth y Testament                      |
| 11 de febrero                                           | Irlanda del Norte               | Belfast                         | Odyssey Arena                      | teloneados por Megadeth y Testament                      |
| 13 de febrero                                           | Inglaterra                      | Sheffield                       | Sheffield Arena                    | teloneados por Megadeth y Testament                      |
| 14 de febrero                                           | Inglaterra                      | Birmingham                      | LG Arena                           | teloneados por Megadeth y Testament                      |
| 16 de febrero                                           | Escocia                         | Glasgow                         | SECC                               | teloneados por Megadeth y Testament                      |
| 17 de febrero                                           | Inglaterra                      | Manchester                      | Manchester Apollo                  | teloneados por Megadeth y Testament                      |
| 20 de febrero                                           | Gales                           | Cardiff                         | Cardiff International Arena        | teloneados por Megadeth y Testament                      |
| 21 de febrero                                           | Inglaterra                      | Londres                         | Wembley Arena                      | teloneados por Megadeth y Testament                      |
| 24 de febrero                                           | Alemania                        | Dortmund                        | Westfalenhalle                     | teloneados por Megadeth y Testament                      |
| 25 de febrero                                           | Alemania                        | Bamberg                         | Jako Arena                         | teloneados por Megadeth y Testament                      |
| 26 de febrero                                           | Alemania                        | Berlín                          | Pabellón Max Schmeling             | teloneados por Megadeth y Testament                      |
| 28 de febrero                                           | Suecia                          | Estocolmo                       | Globen Arena                       | teloneados por Megadeth y Testament                      |
| 1 de marzo                                              | Suecia                          | Gotemburgo                      | Scandinavium                       | teloneados por Megadeth y Testament                      |
| 3 de marzo                                              | Dinamarca                       | Horsens                         | Forum Horsens                      | teloneados por Megadeth y Testament                      |
| 4 de marzo                                              | Suecia                          | Malmö                           | Malmö Arena                        | teloneados por Megadeth y Testament                      |
| 6 de marzo                                              | Alemania                        | Hamburgo                        | Alsterdorfer Sporthalle            | teloneados por Megadeth y Testament                      |
| 7 de marzo                                              | Alemania                        | Offenbach del Meno              | Stadthalle                         | teloneados por Megadeth y Testament                      |
| 8 de marzo                                              | Alemania                        | Stuttgart                       | Porsche-Arena                      | teloneados por Megadeth y Testament                      |
| 10 de marzo                                             | Italia                          | Milán                           | PalaSharp                          | teloneados por Megadeth y Testament                      |
| 11 de marzo                                             | Suiza                           | Friburgo                        | Forum                              | teloneados por Megadeth y Testament                      |
| 13 de marzo                                             | España                          | San Sebastián                   | Velódromo de Anoeta                | teloneados por Megadeth y Testament                      |
| 14 de marzo                                             | España                          | Zaragoza                        | Plaza de Toros de Zaragoza         | teloneados por Megadeth y Testament                      |
| 15 de marzo                                             | España                          | Madrid                          | La Cubierta                        | teloneados por Megadeth y Testament                      |
| 17 de marzo                                             | Portugal                        | Lisboa                          | Pavilhão Atlântico                 | teloneados por Megadeth y Testament                      |
| 19 de marzo                                             | España                          | Barcelona                       | Pabellón Olímpico de Badalona      | teloneados por Megadeth y Testament                      |
| 21 de marzo                                             | Francia                         | París                           | Zénith de París                    | teloneados por Megadeth y Testament                      |
| 22 de marzo                                             | Bélgica                         | Bruselas                        | Forest National                    | teloneados por Megadeth y Testament                      |
| 23 de marzo                                             | Países Bajos                    | Ámsterdam                       | Heineken Music Hall                | teloneados por Megadeth y Testament                      |
| Norteamérica II ("British Steel" 30th Anniversary Tour) |                                 |                                 |                                    |                                                          |
| 29 de junio                                             | Estados Unidos                  | Indianapolis                    | Murat Center                       |                                                          |
| 1 de julio                                              | Estados Unidos                  | St. Charles                     | Family Arena                       | teloneados por Whitesnake                                |
| 2 de julio                                              | Estados Unidos                  | Milwaukee                       | Summerfest                         |                                                          |
| 3 de julio                                              | Estados Unidos                  | Saint Paul                      | Taste of Minnesota                 | teloneados por Whitesnake                                |
| 5 de julio                                              | Estados Unidos                  | Wallingford                     | Chevrolet Theatre                  | teloneados por Whitesnake                                |
| 7 de julio                                              | Estados Unidos                  | Mansfield                       | Comcast Theatre                    | teloneados por Whitesnake y Pop Evil                     |
| 8 de julio                                              | Estados Unidos                  | Canandaigua                     | CMAC                               | teloneados por Whitesnake y Pop Evil                     |
| 9 de julio                                              | Canadá                          | Toronto                         | Molson Amphitheatre                | teloneados por Whitesnake y Pop Evil                     |
| 11 de julio                                             | Estados Unidos                  | Holmdel                         | PNC Bank Arts Center               | teloneados por Whitesnake y Pop Evil                     |
| 12 de julio                                             | Estados Unidos                  | Wantagh                         | Nikon at Jones Beach Theatre       | teloneados por Whitesnake y Pop Evil                     |
| 14 de julio                                             | Estados Unidos                  | Cleveland                       | Time Warner Cable Amphitheater     | teloneados por Whitesnake                                |
| 15 de julio                                             | Estados Unidos                  | Clarkston                       | DTE Energy Music Theater           | teloneados por Whitesnake y Pop Evil                     |
| 17 de julio                                             | Estados Unidos                  | Walker                          | Moondance Jam Festival             |                                                          |
| 18 de julio                                             | Estados Unidos                  | Cadott                          | Rock Fest                          |                                                          |
| 19 de julio                                             | Estados Unidos                  | Chicago                         | Charter One Pavilion               | teloneados por Whitesnake                                |
| 21 de julio                                             | Estados Unidos                  | Cincinnati                      | PNC Pavilion                       | teloneados por Whitesnake y Pop Evil                     |
| 22 de julio                                             | Estados Unidos                  | Nashville                       | Nashville Municipal Auditorium     | teloneados por Whitesnake                                |
| 24 de julio                                             | Estados Unidos                  | Houston                         | Verizon Wireless Theater           | teloneados por Whitesnake                                |
| 25 de julio                                             | Estados Unidos                  | San Antonio                     | AT&T Center                        | teloneados por Whitesnake                                |
| 26 de julio                                             | Estados Unidos                  | Corpus Christi                  | Concrete Street Pavilion           |                                                          |
| 29 de julio                                             | Estados Unidos                  | Paso Robles                     | California Mid-State Fair          | teloneados por Whitesnake                                |
| 31 de julio                                             | Estados Unidos                  | Concord                         | Sleep Train Pavilion               | teloneados por Whitesnake                                |
| 1 de agosto                                             | Estados Unidos                  | Wheatland                       | Sleep Train Amphitheatre           | teloneados por Whitesnake, Tesla, Powerman 5000, y Trapt |
| 2 de agosto                                             | Estados Unidos                  | University City                 | Anfiteatro Gibson                  | teloneados por Whitesnake                                |
| 4 de agosto                                             | Estados Unidos                  | San Diego                       | SDSU Open Air Theater              | teloneados por Whitesnake                                |
| 5 de agosto                                             | Estados Unidos                  | Costa Mesa                      | Pacific Amphitheatre               | teloneados por Whitesnake y Pop Evil                     |
| 7 de agosto                                             | Estados Unidos                  | Phoenix                         | Dodge Theatre                      | teloneados por Pop Evil                                  |
| 8 de agosto                                             | Estados Unidos                  | Paradise                        | Thomas & Mack Center               | teloneados por Whitesnake y Pop Evil                     |
| 10 de agosto                                            | Estados Unidos                  | Albuquerque                     | Sandia Casino                      |                                                          |
| 11 de agosto                                            | Estados Unidos                  | Morrison                        | Red Rocks Amphitheatre             | teloneados por Whitesnake                                |
| 13 de agosto                                            | Estados Unidos                  | Grand Prairie                   | Nokia Theatre at Grand Prairie     | teloneados por Pop Evil                                  |
| 15 de agosto                                            | Estados Unidos                  | San Agustín                     | St. Agustine Amphitheatre          |                                                          |
| 16 de agosto                                            | Estados Unidos                  | Tampa                           | St. Pete Times Forum               |                                                          |
| 17 de agosto                                            | Estados Unidos                  | Hollywood                       | Hard Rock Arena                    |                                                          |
| 19 de agosto                                            | Estados Unidos                  | Estero                          | Germain Arena                      |                                                          |
| 20 de agosto                                            | Estados Unidos                  | Alpharetta                      | Verizon Wireless Amphitheatre      | teloneados por Pop Evil                                  |
| 22 de agosto                                            | Estados Unidos                  | Columbia                        | Merriweather Post Pavilion         | teloneados por Pop Evil y Kix                            |
| 23 de agosto                                            | Estados Unidos                  | Gliford                         | Meadowbrook U.S. Cellular Pavilion |                                                          |
| Asia II                                                 |                                 |                                 |                                    |                                                          |
| 14 de octubre                                           | Japón                           | Kobe                            | Kobe International Hall            |                                                          |
| 15 de octubre                                           | Japón                           | Nagoya                          | Centro de Artes Aichi              |                                                          |
| 17 de octubre                                           | Japón                           | Chiba                           | Loud Park Festival                 |                                                          |

## Conciertos cancelados
- 1 de julio de 2008: Belgrado ( Serbia), cancelado por problemas de salud.
- 2 de julio de 2008: Zagreb ( Croacia), cancelado por problemas de salud.
- 9 de septiembre de 2008: Auckland ( Nueva Zelanda), cancelado por temas de logística y transporte.
- 18 de febrero de 2009: Nottingham, ( Inglaterra), cancelado por circunstancias imprevistas.

## Músicos
- Rob Halford: voz
- K.K. Downing: guitarra eléctrica
- Glenn Tipton: guitarra eléctrica
- Ian Hill: bajo
- Scott Travis: batería